# Liste der Kulturdenkmale in Fahren
In der Liste der Kulturdenkmale in Fahren sind alle Kulturdenkmale der schleswig-holsteinischen Gemeinde Fahren (Kreis Plön) und ihrer Ortsteile aufgelistet (Stand: 10. März 2025).

## Legende
In den Spalten befinden sich folgende Informationen:
- Objekt-ID: die Nummer des Kulturdenkmales
- Lage: die Adresse des Kulturdenkmales und die geographischen Koordinaten. Kartenansicht, um Koordinaten zu setzen. In der Kartenansicht sind Kulturdenkmale ohne Koordinaten mit einem roten Marker dargestellt und können in der Karte gesetzt werden. Kulturdenkmale ohne Bild sind mit einem blauen Marker gekennzeichnet, Kulturdenkmale mit Bild mit einem grünen Marker.
- Offizielle Bezeichnung: Bezeichnung des Kulturdenkmales
- Beschreibung: die Beschreibung des Kulturdenkmales
- Bild: ein Bild des Kulturdenkmales

## Sachgesamtheiten
| Objekt-ID | Lage                                        | Offizielle Bezeichnung | Beschreibung | Bild |
| --------- | ------------------------------------------- | ---------------------- | --- | ---- |
| 40342     | Rethhof 5, 7 (54° 20′ 59″ N, 10° 20′ 12″ O) | Rethhof                | Rethhof; 1855, 1907; dreiseitige Hofanlage aus Wohn- und Wirtschaftsgebäude, ehem. großer Querscheune, kleiner Scheune und historischem Baumbestand - Begründung: geschichtlich, Kulturlandschaft prägend - Schutzumfang: Wohn- und Wirtschaftsgebäude (Rethhof 5), ehem. große Querscheune, kleine Querscheune, historischer Baumbestand (Rethhof 7) | BW   |

## Bauliche Anlagen
| Objekt-ID | Lage                                     | Offizielle Bezeichnung  | Beschreibung | Bild |
| --------- | ---------------------------------------- | ----------------------- | --- | ---- |
| 4535      | Rethhof 7 (54° 20′ 59″ N, 10° 20′ 11″ O) | ehem. große Querscheune | ehem. große Querscheune; 1855; eingeschossiger traufständiger Fachwerkbau mit großem reetgedecktem Satteldach, nach Süden abgewalmt, Eingang mit Portikus von 1907 - Begründung: geschichtlich, Kulturlandschaft prägend - Schutzumfang: gesamtes Äußeres - Denkmaltyp: Bauliche Anlage, Sachgesamtheit: Rethhof | BW   |

## Quelle
- Liste der Kulturdenkmale in Schleswig-Holstein – Kreis Plön (PDF)

- Karte mit allen Koordinaten:
- OSM |
- WikiMap